# Zeuzera pyrina
El taladro amarillo o barrenador de la madera (Zeuzera pyrina) es una especie de lepidóptero ditrisio de la familia Cossidae. Es una especie polífaga que ataca árboles frutales y forestales. El ataque agujerea la madera. En árboles jóvenes puede afectar a su desarrollo y en adultos puede provocar la rotura de las ramas.
Puede alcanzar una envergaruda de 35–60 mm.

## Biología
La polilla vuela de junio a septiembre dependiendo de la ubicación. Las orugas son xilófagas. Se alimentan de la madera de varios árboles y arbustos caducifolios, alimentándose internamente durante dos o tres años en los tallos y ramas antes de emerger a pupa bajo la corteza. Puede ser una plaga para la producción de frutas.
Los medios de lucha consisten en mantener protegida la plantación, durante el periodo de eclosión de los huevos, con productos insecticidas como el aceite de nim, piretrinas, neonicotinoides, etc.

## Distribución
Esta especie se puede encontrar principalmente en Europa (excepto Irlanda) también en el norte de África (Argelia, Egipto, Libia, Marruecos) y Asia (Taiwán, India, Irán, Irak, Israel, Japón, Corea, Líbano, Sri Lanka, Siria, Turquía). Se introdujo en el noreste de los Estados Unidos antes de 1879 y tiene un rango que se extiende desde Maine, por el noreste a lo largo de la costa atlántica.

## Hábitat
Están asociadas con bosques, jardines y huertas.